# Richard Lester
Richard Lester (født 19. januar 1932) er en amerikansk-født filminstruktør med base i Storbritannien.

## Liv
Lester blev født i Philadelphia, Pennsylvania.
Han var interesseret i britisk film, især Ealing Studios-komedier, og flyttede til London i 1953. Han var instruktør på flere tv-programmer.
The Beatles så en af hans kortfilm og kunne godt lide den. Lester blev derfor instruktøren af deres to film, En hård dags nat (A Hard Day's Night) og Hjælp (Help!). I 1965 vandt hans film Dét - og hvordan man får det den Gyldne Palme i Cannes. I 1970'erne kom hans største kommercielle succes med De tre musketerer og De fire musketerers hævn.
Lester fuldførte Superman på nye eventyr, efter at original-filminstruktøren Richard Donner blev fyret. Han instruerede senere også  efterfølgeren, Superman III.
Filminstruktørens gode ven, skuespilleren Roy Kinnear, døde i et uheld mens de filmede The Return of the Musketeers i Spanien. Siden har Lester stort set trækket sig tilbage.

## Udvalgte film
- Fut i raketten (The Mouse on the Moon, 1962)
- En hård dags nat (A Hard Day's Night, 1964)
- Hjælp (Help!, 1965)
- Dét - og hvordan man får det (The Knack… And How to Get It, 1965)
- Der skete noget skægt på vej til Forum (A Funny Thing Happened on the Way to the Forum, 1966, med music af Stephen Sondheim)
- Jeg vandt krigen (How I Won the War, 1967, med John Lennon)
- De tre musketerer (The Three Musketeers, 1973)
- De fire musketerers hævn (The Four Musketeers, 1974)
- Flashman, den uovervindelige (Royal Flash, 1975, efter en George MacDonald Fraser-roman)
- Robin Hood og Marian (Robin and Marian, 1976)
- Superman på nye eventyr (Superman II, 1980)
- Superman III (1983)
- The Return of the Musketeers (1989)